# 博物館島 (慕尼黑)
博物館島（發音：[muˈzeːʊmsˌɪnzl̩] ⓘ）是伊萨尔河上的一个岛屿，位于德国慕尼黑市内，是德意志博物馆的所在地。

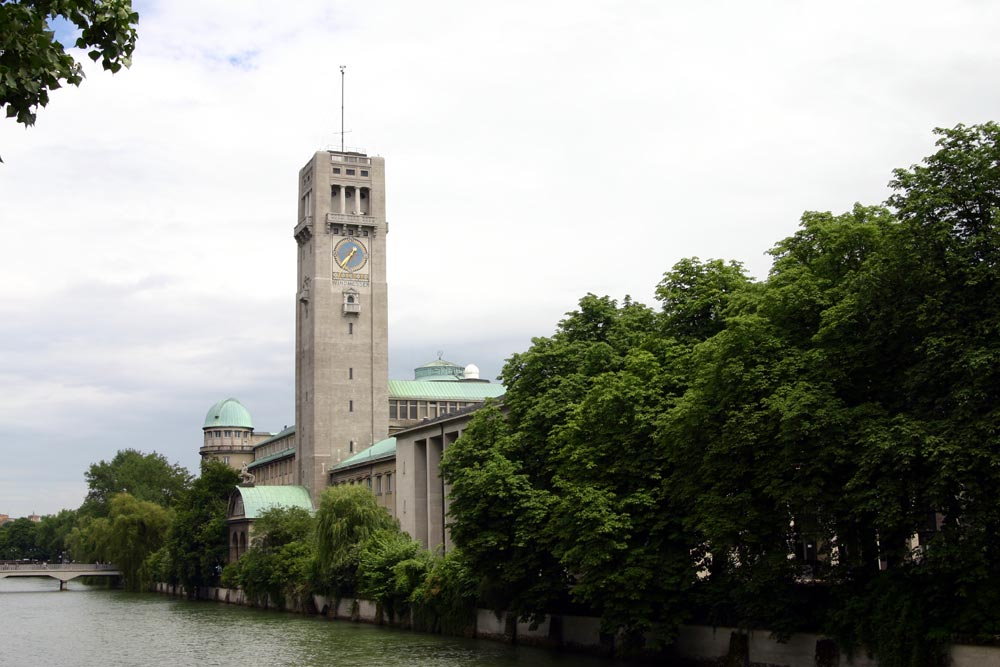
博物館島上的德意志博物馆

在1772年以前，由于会定期被洪水淹没，该岛没有任何建筑物。1772年，在岛上修建了伊萨尔兵营。1899年洪水之后，建筑物得到重建，增建了防洪设施。1903年，市议会宣布在该岛修建德意志博物馆。该岛的名称也由煤炭岛（Kohleinsel）更名为博物馆岛（Museumsinsel）。
48°07′48″N 11°35′00″E / 48.13000°N 11.58333°E